# Gwoka
Le gwoka (ou gwo ka) est un genre musical de la Guadeloupe. Il est principalement joué avec des tambours appelés « ka », famille d'instruments de percussion. Les autres instruments sont le chacha (une sorte de maraca).
Les différentes tailles des tambours établissent la base. Le plus grand : le boula joue le rythme central et le plus petit : le marqueur (ou makè) marque la mélodie et interagit avec les danseurs, le chanteur et les chœurs; ces derniers sont repris généralement par les spectateurs lors de prestations en public.
Les chants du gwoka sont généralement gutturaux, nasaux et rugueux, bien qu'ils puissent également être lumineux et lisses[pas clair].
Ils peuvent être accompagnés d'harmonies croissantes et de mélodies relativement complexes.

## Origines
Le gwoka est né durant la période de l'esclavage : cette musique tire ses origines dans la perpétuation de la musique africaine par les esclaves des anciennes plantations. L'étymologie du mot serait la déformation créole gwo ka de gros-quart, la contenance usuelle des tonneaux à partir desquels les esclaves confectionnaient leurs instruments. On peut ainsi le comparer à d'autres musiques caribéennes : le bèlè martiniquais, la rumba cubaine, la musique rasin haïtienne, la bomba portoricaine.
Pour les esclaves, malgré les interdictions du Code Noir, la musique était un moyen de fuite, d'évasion et de communication, au même titre que la langue créole guadeloupéenne. Cette musique, mal vue pendant longtemps dans la société blanche, a survécu à la période post-coloniale, en s'affirmant comme première musique et danse de la Guadeloupe jusqu’à être inscrite en 2014 à l’inventaire du patrimoine immatériel de France à l'Unesco.

## Fabrication
Le ka est un tambour composé d'une peau de cabri (chèvre) et d'un tonneau, le tout assemblé par un système de cordage.
La caisse de résonance du ka est un tonneau de bois. Matériau de récupération au temps de l'esclavage, il servait à conditionner la viande salée ou le vin. Ses caractéristiques acoustiques originelles le rendaient prêt à l'emploi comme instrument de percussion.

## Rythmes
Il existe 10 rythmes basiques de gwoka et de multiples variations de chacun :
- Kaladja : rythme à 2 temps, lentement.
- Menndé : rythme à 4 temps,
- Léwoz : rythme à 2 temps, marqué par 1 repriz[4].
- Padjanbèl (à ne pas confondre avec Granjanbèl qui a une autre rythmique) ou Gwadjanbel : rythme en 3/4[5]. Il exprime la joie et la liberté.
- Woulé : rythme à 3 temps[6].
- Graj : rythme à 4 temps
- Toumblak : rythme à 2 temps, rapide.
- Sobo : Rythme à 2 temps quasiment oublié (peut-être le seul rythme africain)[7],[8].
- Takout ou Takouta : rythme inventé par le groupe Takouta : rythmes à 4 temps développé par 3 tambours ka (un basse, un rythmique et un solo)[9],[10].
- Mayol (Kalenda en Haïti) : C’est un duel aux bâtons sous forme de danse rythmé par le son des tambours, actuellement peu pratiqué[11],[12]. Il symbolise la résistance.

## Jeu
L'orchestre de gwoka se compose d'au moins 2 tambours boula et d'un seul tambour makè. Les premiers jouent à l'unisson des rythmes de base et le second se charge de l'improvisation et des phrases types correspondant au pas du danseur.
Le percussionniste s'installe à califourchon sur le tambour boula et il frappe la peau avec ses mains. Il peut produire un son aigu (zoban), médium (mitan) ou grave (fonsyé).
Le tambour makè peut être joué couché ou debout. Le musicien se tient alors assis sur un petit tabouret et joue le tambour placé entre ses jambes.

## Actuellement
Souvent joué la nuit lors de rassemblements populaires nommés « léwoz ». Le public forme un cercle appelé lawonn dont le centre est laissé libre pour les danseurs.
La partie musicale est assurée par des musiciens avertis et par le public qui forme autour d'eux une ronde et donne de la voix en réponse au chanteur soliste (mode chanté question-réponse). Le chanteur soliste est le réel chef d'orchestre de la soirée. Par le chant qu'il entonne, il indique aux tambourinaires boula lequel des 7 rythmes de la base doit être joué dans la foulée de l'exposition chantée du thème. Le tambourinaire makè répond au chanteur et se charge de suivre par des phrases types les pas du danseur qui rentre ostensiblement dans la ronde.
La région de la grande tradition des swaré léwoz est le Nord Basse-Terre (Sainte Rose, Lamentin, Baie-Mahault, ancien grand bassin cannier). Les célébrités associés sont Antoine Sopta, Christian Aigle, François Mauléon dit Carnot, Marcel Lollia dit Vélo, Henri Délos…
Cette tradition des swaré léwoz peut donc être remontée aux premiers temps de la culture afro-guadeloupéenne. Ces soirées musicales étaient organisée principalement par et pour les travailleurs agricoles des domaines sucriers. Ils se retrouvaient le samedi soir pour chanter, jouer et danser de la musique au tambour. La disparition de ces communautés agricoles est liée à la dislocation des domaines sucriers à la fin des années 70.
Le gwoka est toujours utilisé durant le carnaval et d'autres fêtes. Il est aussi présent dans les rites funéraires, particulièrement dans les veillées et les vénérés (c'est une seconde veillée, le neuvième jour après l’enterrement).
La reconnaissance populaire de la musique gwoka date des années 60 et 70 grâce aux idées des mouvements nationalistes sur la culture guadeloupéenne et à leur diffusion dans la population. En effet, le regard porté dans l'île sur ce tambour et sa musique était celui du mépris car associés aux gens de mauvaise vie et aux paysans noirs et misérables (mizik a vié nèg).
En 2013, le comité du patrimoine du ministère de la Culture et de la Communication a sélectionné le dossier de candidature du gwoka pour l'inscription à la liste représentative du patrimoine culturel immatériel de l’humanité afin de valoriser le gwoka et d'organiser un réseau d'acteurs,, après que cette pratique festive ait été inscrite à l'Inventaire du patrimoine culturel immatériel en France.
Le 26 novembre 2014 le gwoka est inscrit au patrimoine culturel immatériel de l'humanité. Cette inscription a quelquefois été critiquée. Ainsi, pour Jean-Claude Nelson, chanteur du groupe Soley Nwè : « Le gwoka est une expression identitaire qui ne peut être en mème temps celle de l'esclave et celle du maître ».

## Quelques grandes figures du Gwoka
- Robert Loyson
- Anzala
- Ti Céleste
- Esnard Boisdur (ht)
- Germain Calixte dit Chaben
- Kristèn Aigle
- Napoléon Magloire dit Napo
- Edmony Krater
- Guy Konkèt
- René Perrin
- Sergius Geoffroy
- Gérard Lockel
- Carnot (François Moléon)
- Artheme Boisban (percussionniste boula) tandem velo boisban
- François Taret dit Turgot
- Georges Rugard, alias Jomimi
- Laurent Turenne
- Yves Thôle
- François Ladrézeau
- Indestwas Ka
- Kan'nida
- Marcel Lollia dit Vélo
- Henri Délos
- Mira Délos
- Emmanuel Blancus
- Pierre Serin dit Tipyè
- Takouta
- Akiyo
- Yenki Gwo Ka
- Gérard Pommer
- Jonathan Riquet, alias Jona Raska
- Michaël Greffine, alias Mòsofèla
- Béloka